# 文莱内战
文莱内战是汶萊帝國於1660年－1673年發生的內戰，以穆希丁蘇丹勝利，殺死阿卜杜勒·穆宾蘇丹告終。

## 起因

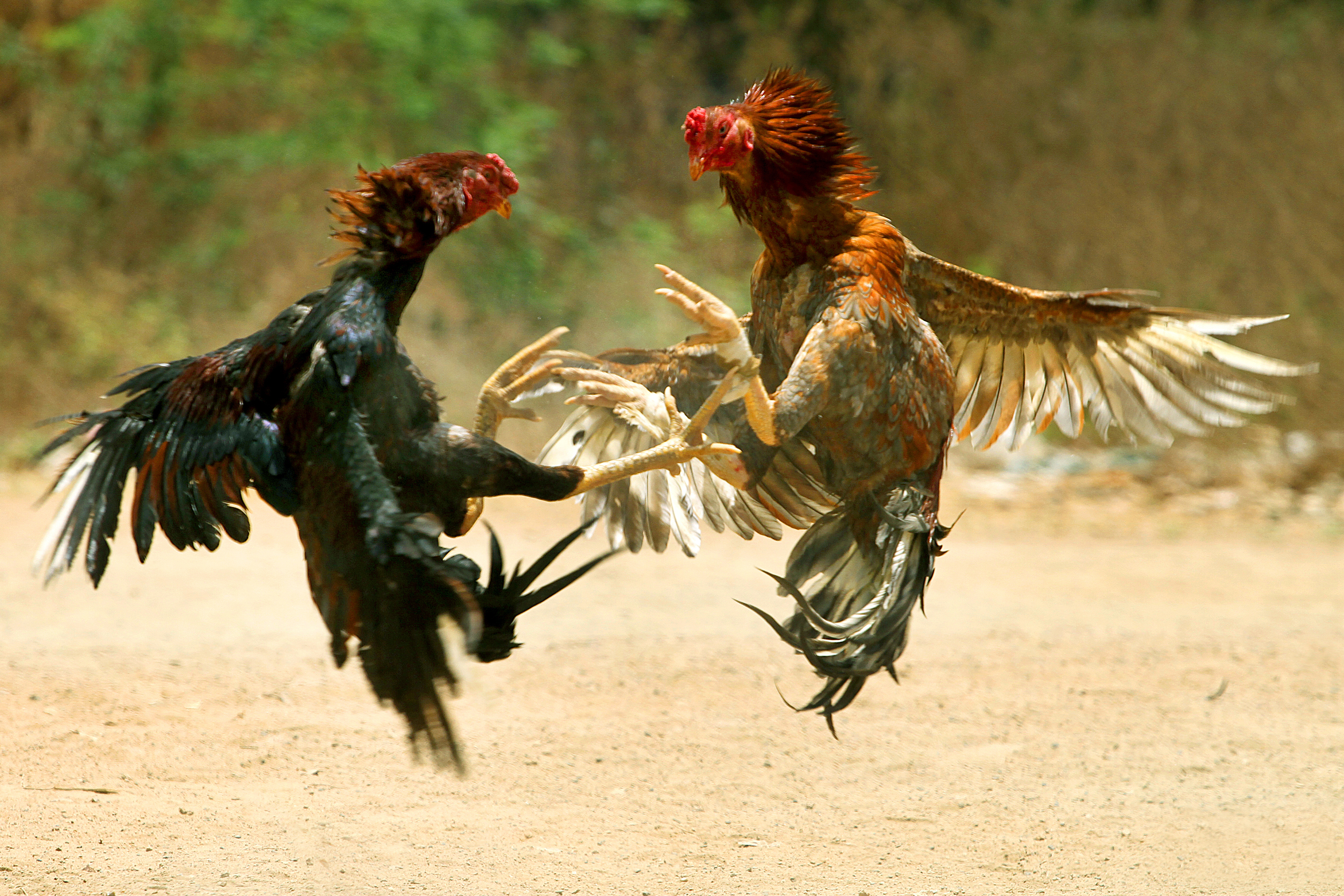
汶萊內戰因一場鬥雞比賽而爆發

第十三任汶萊蘇丹穆罕默德·阿里統治期間，蘇丹之子蓬蘇王子（Pengiran Muda Bongsu）與盤陀訶羅（宰相）阿卜杜勒·穆宾之子阿蘭姆王子（Pengiran Muda Alam）比賽鬥雞，蓬蘇王子落敗後遭阿蘭姆王子嘲笑，遂憤而殺死後者並逃離現場。作為報復，阿卜杜勒·哈克庫姆·穆賓與手下殺死了穆罕默德·阿里蘇丹，並自立為蘇丹。為安撫前任蘇丹的支持者，阿卜杜勒·穆宾蘇丹任命前任蘇丹的孫子穆希丁接任盤陀訶羅一職，但不久後穆罕默德·阿里蘇丹的支持者仍鼓動他反抗新任蘇丹，穆希丁起初拒絕，後同意帶領眾人反抗。眾人開始攻擊皇宮後，穆希丁慫恿蘇丹將皇宮遷至舍門島以躲避動亂，並在他離開後隨即宣布即位為蘇丹，兩名蘇丹間的內戰隨即展開。

## 過程與結果
內戰期間阿卜杜勒·穆宾蘇丹逃至京納律（今屬馬來西亞沙巴），在當地長達十年，多次擊退穆希丁蘇丹的進攻。穆希丁因久攻不下而向鄰國蘇祿蘇丹國求助，據稱答應以沙巴東部的土地為報酬。最終穆希丁蘇丹戰勝，阿卜杜勒·穆宾蘇丹於1673年被殺，葬於舍門島的皇家陵園中。學界對穆希丁是否向蘇祿求援尚有爭議，但蘇祿蘇丹後來聲稱自己應依約取得沙巴東部的土地。此事為近代北婆羅洲爭議（菲律賓主張其對沙巴東部具有主權）的開端。